# Новоходыкино
Новоходыкино — деревня в городском округе Луховицы Московской области.

## География
Находится в юго-восточной части Московской области на расстоянии приблизительно 7 км на запад по прямой от окружного центра города Луховицы у северной окраины села Матыра.

## История
В период 2006—2017 годов входила в состав Астаповодского сельского поселения.

## Население
Постоянное население составляло 6 в 2002 году (русские 100 %), 1 в 2010.